# Ди Кавальканти
Ди Кавалканти (настоящее имя Эмилиану Аугусту Кавалканти ди Албукерке Мелу, порт.-браз. Emiliano Augusto Cavalcanti de Albuquerque Melo, 6 сентября 1897 — 26 октября 1976, Рио-де-Жанейро) — бразильский художник-модернист. Один из трёх крупнейших бразильских художников, наряду с современниками Кандиду Портинари и Лазарем Сегалом.

## Биография и творчество
Ди Кавалканти родился в Рио-де-Жанейро, и с детства испытал влияние городской артистической среды в доме своего дяди. Он изучал право в течение нескольких лет, но не окончил курс обучения. После этого в 1917 году он переехал в Сан-Паулу. В том же году в книжном магазине в Сан-Паулу прошла его выставка, включившая карикатуры с явным влиянием символизма. В 1918 году художник вошёл в группу интеллектуалов, включавшую, в частности, Мариу де Андраде, Освалда де Андраде, Гильерме де Алмейду и других. В 1922 году он принял участие в организованной этой группой Неделе искусства (порт. Semana de Arte). Его работы, выставленные в рамках Недели, отражали влияния символизма и экспрессионизма. В 1921 году он женился на своей двоюродной сестре Марии.
С 1923 по 1925 год Ди Кавалканти жил в Париже, работая корреспондентом газеты «Correio da Manhã» и одновременно посещая занятия в Академии Рансона, где он познакомился с такими художниками, как Пабло Пикассо, Анри Матисс, Жорж Брак и Фернан Леже. В 1925 году Ди Кавалканти поселился в Рио-де-Жанейро.
После знакомства с модернизмом в Европе он решил работать в стиле, более подчеркивающем национальный характер бразильского искусства. Одним из таких полотен художника является картина «Пять девушек из Гуаратингеты» Одновременно он вступил в Бразильскую коммунистическую партию. Наряду с живописью, он занялся также дизайном интерьеров.
В 1932 году была образована художественная группа Sociedade Pró-Arter Moderna (SPAM), в которую входили такие художники, как Лазар Сегал и Анита Малфатти. Целью группы было распространение модернизма в Бразилии путём организации крупных художественных выставок. Первая выставка 28 апреля 1933 года имела такой успех, что уже во второй выставке, проходившей осенью того же года, приняли участие большинство крупных бразильских художников, включая Портинари и Ди Кавалканти.
Ди Кавалканти дважды сидел в тюрьме за свои коммунистические убеждения. Первый раз он оказался в заключении в 1932 году, после чего познакомился со своей будущей второй женой, художницей Ноемией Моурау. В 1936 году они оба оказались в заключении.
С 1937 по 1940 годы Ди Кавлканти с женой провели в Европе. В частности, он получил золотую медаль в Париже на выставке «Art Technique». За эти годы художник создал около 40 работ, которые они с женой были вынуждены оставить во Франции, когда в 1940 году бежали из страны перед неминуемой угрозой немецкой оккупации. Эти работы были обнаружены в 1966 году в подвале посольства Бразилии в Париже.
С 1940 года Ди Кавалканти жил в Сан-Паулу. После этого он в основном интересовался специфически латиноамериканскими темами. В 1951 года в Сан-Паулу прошла биеннале латиноамериканского искусства, где выставлялись его работы. В биеннале по личному приглашению Ди Кавалканти участвовали (и лично посетили выставку) Диего Ривера и Давид Сикейрос.
В 1977 году бразильский кинорежиссёр Глаубер Роша снял фильм о художнике.

## Творчество
Тема, постоянно встречающаяся в произведениях художника — женское тело. Большинство его работ — жанровые сцены, в ярких цветах, похожие по манере на живопись Сикейроса и Риверы, но без политического подтекста. После 1940 года в его живописи полностью преобладают бразильские сюжеты: мулатки, негры, карнавал и тропические пейзажи.